# كورت فون فرانسوا
كورت فون فرانسوا (بالألمانية: Curt von François)‏ هو عالم رسم الخرائط وسياسي ألماني، ولد في 2 أكتوبر 1852 في لوكسمبورغ في لوكسمبورغ، وتوفي في 28 ديسمبر 1931 في كونيغز فوسترهاوزن في براندنبورغ.